# Pseudorhacochelifer coiffaiti
Pseudorhacochelifer coiffaiti es una especie de arácnido del orden Pseudoscorpionida de la familia Cheliferidae.

## Distribución geográfica
Se encuentra en las Islas Madeira (Portugal).